# بوجوادة
بوجوادة قرية من قرى بلدية جيملة الجزائرية. تبعد عن مقر البلدية المحد 3 كلم، وعن مقر ولاية جيجل في الجزائر  35 كلم. يسكنها حوالي 2000 نسمة.
تقبع القرية في سفح جبل بوعزى، ويخترقها الطريق الوطني رقم 77 على مسافة 3 كلم.
بها عدة تجمعات سكنية متفرقة أهمها:
- عين مسعودة.
- تابرت.
- الدكارة.
- ابليلط.
- الميسة.
- راس الزان.
- توبن.
- الحدادة.
- الغنانية.
- الحجار الكبار.
- حجر بلقاسم.
- قربية شابير وغيرها.

تحتل القرية المرتبة الثانية من حيث التعداد السكاني بعد مدينة المحد.
من منتوجاتها الفلاحية زيت الزيتون.